# Juan Diego Ruiz Moreno
Juan Diego Ruiz Moreno (Bormujos, 14 de desembre de 1942 - Madrid, 28 d'abril de 2022), més conegut pel nom artístic de Juan Diego, va ser un actor de teatre, cinema i televisió espanyol, guanyador de tres Premis Goya.

## Biografia
Nascut a la localitat de Bormujos, a la província de Sevilla, va passar una infància feliç i completament normal, fugint dels policies municipals quan la pilota amb què jugava a futbol amb els seus amics s'estavellava en l'aparador de l'ajuntament, i aprenent a conèixer i reconèixer les tipologies de la gent senzilla del medi rural. Encara que sempre es va sentir identificat amb el seu poble, de jove va decidir estudiar a Sevilla per a no haver de dedicar-se a les feines agràries.
La seva primerenca vocació interpretativa va cobrar forma el 1957 quan va pujar per primera vegada a un escenari. Tres anys més tard, a Sevilla, va interpretar Esperando a Godot, de Samuel Beckett, un treball polèmic que va fonamentar el seu prestigi entre la crítica. Va ampliar la seva formació al Conservatori de Música i Declamació, estudis que li van permetre entrar en contacte amb Televisió Espanyola (TVE). Va intervenir en una gran quantitat de programes de la televisió estatal, entre telenovel·les, produccions dramàtiques i el llavors popular Estudio 1. Aquesta experiència li va permetre conèixer a fons l'oficii familiaritzar-se amb la els diferents aspectes de la professió.
També de molt jove va prendre consciència política i va decidir militar el Frente de Estudiantes Sindicalistas, que era la branca juvenil del falangisme dissident (que donaria origen a Falange Española Independiente). Però, amb posterioritat, com altres militants d'aquest entorn, acabaria derivant cap a una militància en el llavors clandestí Partit Comunista d'Espanya (PCE).
El 1975 va ser un dels capitostos de la vaga d'actors que reivindicava la reducció de la jornada laboral per als intèrprets teatrals. Aquell mateix any, Juan Diego va aparèixer al costat d'Ana Belén en la polèmica pel·lícula La criatura d'Eloy de la Iglesia, amb qui ja havia col·laborat a Algo amargo en la boca (1969), i participà en el primer film de Francisco Rodríguez, La casa grande, pel·lícula que va participar en el Festival Internacional de Cinema de Berlín.
A la dècada del 1980 va intervenir a Los santos inocentes de Mario Camus (1984). Va ser llavors quan va consolidar la seva carrera al cinema. En efecte, el 1986 va participar en El viaje a ninguna parte, la crònica de Fernando Fernán Gómez sobre un món en el qual ja no tindrien lloc els antics còmics, i Drago Rapide, en la qual va encarnar a un Francisco Franco a punt d'incorporar-se al Bàndol nacional. Per la seva interpretació en aquesta última pel·lícula va rebre la primera de les seves nou candidatures als Premis Goya, seguida per l'aconseguida pel seu paper de Sant Joan de la Creu a La noche oscura de Carlos Saura (1989) i l'intrigant caputxí d'El rey pasmado (1991), que li va valer la seva primera estatueta. A mitjan dècada del 1980 va disminuir la seva activitat cinematogràfica, centrant-se en la seva carrera teatral. Per aquesta època va estrenar El lector por horas, en la que compartia l'escenari amb Jordi Dauder i Clara Sanchis.
El 1999 es va produir el seu retorn al cinema amb París-Tombuctú, en la qual va donar vida a un anarquista que caminava nu pels carrers del poble. Asunción Balaguer i Liberto Rabal van anunciar que l'intèrpret havia guanyat el seu segon Goya al millor actor secundari. Luis García Berlanga va recollir El cabezón en el seu nom, agraint-li ser l'«únic actor que va tenir les pilotes de sortir en pilotes».
El 2000 va repetir candidatura per You're the one (una historia de entonces) de José Luis Garci, en la qual va interpretar un capellà que no creia en el seu ministeri, que es mostrava desenganyat de la vida i que, malgrat la seva ideologia, confessava admirar Pablo Picasso. Aquell mateix any, Miguel Hermoso li va encomanar un paper petit, però vital a Fugitivas, protagonitzada per Laia Marull. Per aquestes dates va néixer el seu fill petit, Diego.

El 2002, va tornar a la televisió per a posar-se sota les ordres de Benito Zambrano a Padre Coraje, interpretació per la qual va obtenir el premi de la Unión de Actores y Actrices, en la gala dels quals els candidats van cridar a l'uníson No a la guerra que rebutjava la decisió del president estatunidenc George Bush d'iniciar la Guerra de l'Iraq. Ell mateix havia llegit manifestos a la Puerta del Sol acompanyat de María Barranco i Juan Diego Botto, arribant fins i tot a atendre en l'escenari a un manifestant ferit per la policia. Aquest 2003 va acabar amb el rodatge de Torremolinos 73 de Pablo Berger, en la qual es va posar en la pell d'un productor de pel·lícules pornografia amateur explotador que havia patit en les seves pròpies carns les deficiències econòmiques del desenvolupisme. Poc després l'actor va enfilar la filmació d'El séptimo día (2003), on es va convertir en un dels responsables de la massacre de Puerto Hurraco, i el de La vida que te espera, dirigida per Manuel Gutiérrez Aragón.

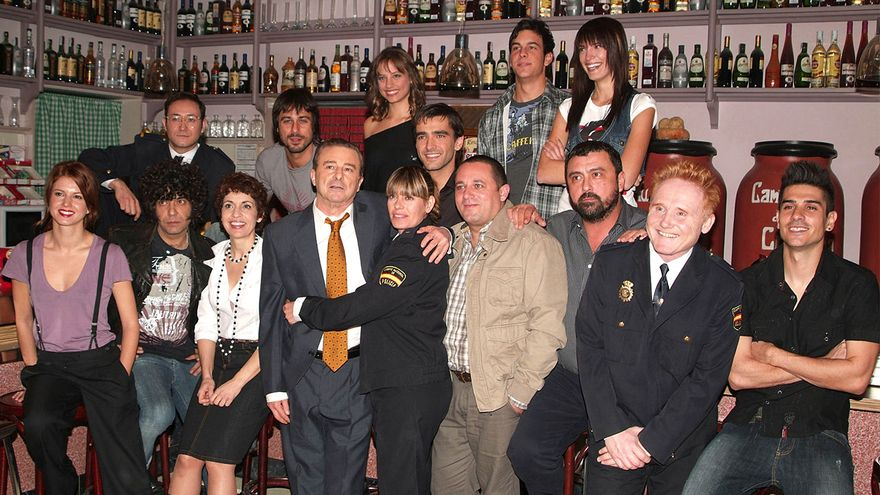
Juan Diego i la resta del repartiment de la sèrie Los hombres de Paco

El 2005 començà la sèries popular i reeixides Los hombres de Paco, que va deixar d'emetre's el 2010, on va actuar junt als actors Paco Tous, Pepón Nieto, Hugo Silva, Adriana Ozores, entre d'altres. El seu personatge, el comissari Don Lorenzo, va ser un dels més populars de la comèdia d'Antena 3, on va fer famós el seu afegitó mis santos cojones.
En 2006 compartí protagonisme amb Ángela Molina a El triunfo, de Mireia Ros, i amb Juan Diego Botto a Vete de mí, de Víctor García León. En els XXI Premis Goya va obtenir per fi el seu primer Goya al millor actor pel seu paper a Vete de mí. En el film interpretava a Santiago, un actor en la cinquantena en declivi que es veu obligat a allotjar a casa seva al seu fill en la trentena (Juan Diego Botto). El 2008 va protagonitzar la pel·lícula Casual Day, compaginant el rodatge amb l'enregistrament de la sèrie Los hombres de Paco.
El 2010, després de finalitzar la sèrie Los hombres de Paco, seguí intervenint en cinema, com en la comèdia Que se mueran los feos de Nacho G. Velilla, o la pel·lícula sobre la vida de Lope de Vega, Lope d'Andrucha Waddington.
El 2011 continuà amb els seus treballs en cinema, essent el més destacat la seva interpretació del general Alfonso Armada a la pel·lícula 23-F: la película, que li va valer una nova candidatura als Goya. A l'any següent tornà de nou a la televisió amb la sèrie Toledo: cruce de destinos, interpretant Alfons X de Castella, conegut també com «el Savi».
El 2012 estrenà Todo es silencio de José Luis Cuerda, un llargmetratge centrat en el narcotràfic a Galícia i estrenat en la Setmana Internacional de Cinema de Valladolid de 2012, i rodà Anochece en la India, road movie dirigida per Chema Rodríguez, estrenada el 2014 i per la que guanyà, per tercer cop, el premi al millor actor del Festival de Málaga. El novembre de 2012 estrenà al teatre el monòleg La lengua madre, escrit per Juan José Millás, amb el qual inicià una gira estatal durant els dos anys següents.
L'octubre de 2013, el diari La Vanguardia va publicar una carta a favor de la independència de Catalunya, per una persona que signava com Juan Diego i era de la localitat madrilenya de Valdemoro. Diversos llocs webs es van fer ressò de la carta oberta i van atribuir la seva autoria a l'actor Juan Diego. Amb motiu de la representació de l'obra La lengua madre a Pamplona, el 18 de gener de 2014 el Diario de Navarra entrevistà l'actor i destacà el text amb el titular «La carta sobre Catalunya que mai no va escriure». L'actor hi declarà: «Jo no he escrit cap carta de cap mena d'independentisme. La signatura de Juan Diego no sóc jo, perquè quan jo escric una carta sóc Juan Diego Ruiz Moreno. Tenia ganes de dir que és una mentida fal·laç». Va assenyalar que no anava a fer res per desmentir-ho perquè «és ficar-te en una roda de mentides. A algú que li va agradar molt aquesta carta la va agafar i va posar en la meva boca tota la gran i meravellosa conseqüència de què és la independència per a Catalunya. Crec que té molta importància que se sàpiga que jo en no sóc l'autor». Finalment, el gener de 2018, un periòdic digital català publicava una rectificació sobre aquest tema i l'actor emetia un comunicat a El País per a desmentir públicament la seva autoria sobre la carta.
De cara a les eleccions municipals de 2015 a Torrelodones, municipi en el qual residia, va signar el document titulat «Crida de candidatura de confluència ciutadana en Torrelodones», que demanava el vot per a Confluencia Ciudadana.

## Filmografia

### Cine

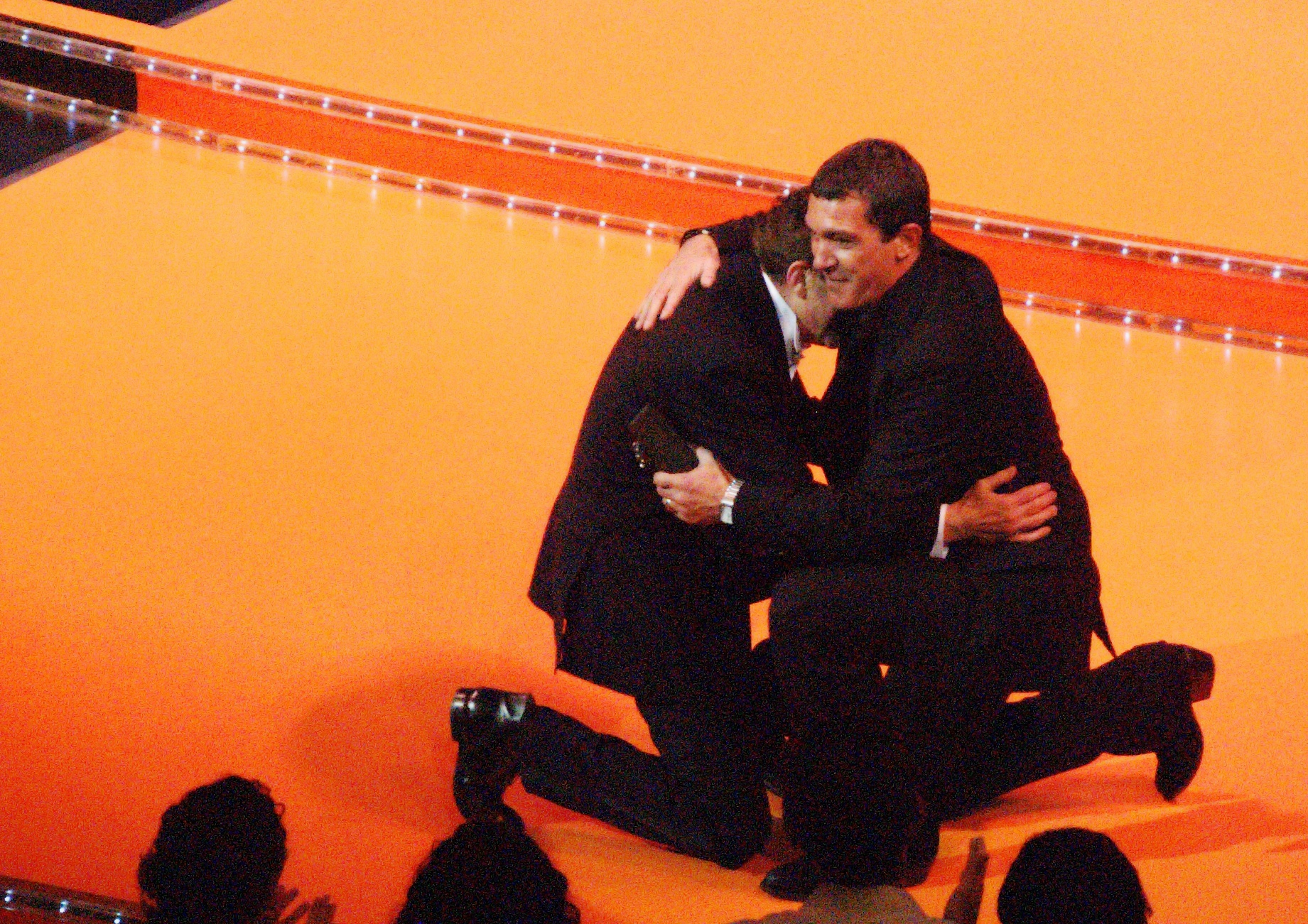
Juan Diego (esquerra) abraçant l'actor Antonio Banderas durant l'entrega de Premi Màlaga del Festival de Màlaga el 2009

| Any  | Pel·lícula                                      | Director                       |
| ---- | ----------------------------------------------- | ------------------------------ |
| 2016 | No sé decir adiós                               | Lino Escalera                  |
| 2014 | Anochece en la India                            | Chema Rodríguez                |
| 2012 | Todo es silencio                                | José Luis Cuerda               |
| 2012 | 30 años de oscuridad                            | Manuel H. Martín               |
| 2011 | 23-F: la película                               | Chema de la Peña               |
| 2010 | Lope                                            | Andrucha Waddington            |
| 2010 | Que se mueran los feos                          | Nacho G. Velilla               |
| 2009 | Rosa y negro (Rose et noir)                     | Gérard Jugnot                  |
| 2007 | Casual Day                                      | Max Lemcke                     |
| 2007 | Fuerte Apache                                   | Jaume Mateu Adrover            |
| 2006 | Vete de mí                                      | Víctor García León             |
| 2006 | El camino de los ingleses                       | Antonio Banderas               |
| 2006 | Remake                                          | Roger Gual                     |
| 2006 | El triunfo                                      | Mireia Ros                     |
| 2006 | Pobre juventud                                  | Miguel Jiménez                 |
| 2004 | María querida                                   | José Luis García Sánchez       |
| 2004 | El séptimo día                                  | Carlos Saura                   |
| 2004 | Noviembre                                       | Achero Mañas                   |
| 2004 | Torapia                                         | Karra Elejalde                 |
| 2004 | La vida que te espera                           | Manuel Gutiérrez Aragón        |
| 2003 | Torremolinos 73                                 | Pablo Berger                   |
| 2003 | Una pasión singular                             | Antonio Gonzalo                |
| 2002 | La virgen de la lujuria                         | Arturo Ripstein                |
| 2002 | Smoking Room                                    | Roger Gual Julio D. Wallovits  |
| 2000 | Fugitivas                                       | Miguel Hermoso                 |
| 2000 | You're the one                                  | José Luis Garci                |
| 1999 | El invierno de las anjanas                      | Pedro Telecha                  |
| 1999 | París-Tombuctú                                  | Luis García Berlanga           |
| 1999 | Entre las piernas                               | Manuel Gómez Pereira           |
| 1998 | Yerma                                           | Pilar Tavora                   |
| 1997 | La novia de la media noche                      | Antonio Simón                  |
| 1993 | Tirano Banderas                                 | José Luis García Sánchez       |
| 1992 | El beso del sueño                               | Rafael Moreno Alcalá           |
| 1992 | Jamón, jamón                                    | Bigas Luna                     |
| 1991 | El rey pasmado                                  | Imanol Uribe                   |
| 1991 | Martes de Carnaval                              | Fernando Bauluz Pedro Carvajal |
| 1991 | La noche más larga                              | José Luis García Sánchez       |
| 1991 | Cabeza de Vaca                                  | Nicolás Echevarría             |
| 1989 | La noche oscura                                 | Carlos Saura                   |
| 1988 | Pasodoble                                       | José Luis García Sánchez       |
| 1987 | Jarrapellejos                                   | Antonio Giménez Rico           |
| 1987 | Laura, del cielo llega la noche                 | Gonzalo Herralde               |
| 1987 | Los negros también comen                        | Mario Ferreri                  |
| 1986 | El hermano bastardo de Dios                     | Benito Rabal                   |
| 1986 | Dragon Rapide                                   | Jaime Camino                   |
| 1986 | El viaje a ninguna parte                        | Fernando Fernán Gómez          |
| 1985 | Los paraísos perdidos                           | Basilio Martin Patino          |
| 1985 | De tripas corazón                               | Julio Sánchez Valdés           |
| 1984 | Los santos inocentes                            | Mario Camus                    |
| 1977 | La criatura                                     | Eloy de la Iglesia             |
| 1975 | El Love feroz o Cuando los hijos juegan al amor | José Luis García Sánchez       |
| 1970 | El demonio de los celos                         | Ettore Scola                   |
| 1969 | Algo amargo en la boca                          | Eloy de la Iglesia             |
| 1966 | Fantasía... 3                                   | Eloy de la Iglesia             |

### Teatre
- La gata sobre el tejado de zinc (2017)
- Sueños y visiones de Ricardo III (2014) - Teatro Español
- La lengua madre (2012-2014) - Teatro Español
- El pianista (2005)
- El lector por horas (1999)
- Hipólito (1995)
- No hay camino al paraíso, nena (1992)
- Don Juan Tenorio (1984)
- Pluto o la comedia de los pobres ricos (1983)
- Ivanov (1983)
- Yo me bajo en la próxima, ¿y usted? (1982)
- El beso de la mujer araña (1981)
- Petra regalada (1980)
- Noche de guerra en el Museo del Prado (1978)
- La detonación (1977)
- Orestes (1977)
- Los cuernos de don Friolera (1976)[10]
- La llegada de los dioses (1971)
- Olvida los tambores (1970)
- Primavera en la Plaza de París (1968)
- Pecados conyugales (1966)
- Esperando a Godot (1966)

### Televisió
- Toledo, cruce de destinos (2012)
- Martes de Carnaval
  - La hija del capitán (5 de maig de 2008)
  - Las galas del difunto (8 de juliol de 2008)
  - Los cuernos de Don Friolera (15 de juliol de 2008)
- Los hombres de Paco (2005-2010)
- Padre Coraje (2002)
- Historias de la puta mili (1994)
- Los ladrones van a la oficina (1993)
- Turno de oficio
  - Jardines en el cielo (4 de novembre de 1986)
- Segunda enseñanza (1986)
- La Comedia
  - Asesinato entre amigos (14 de febrer de 1984)
- El actor y sus personajes
  - 21 d'agost de 1981
- Teatro estudio
  - La marquesa Rosalinda (26 de març de 1981)
  - Los semi-dioses (25 de juny de 1981)
- Teatro breve
  - Maruja (16 de maig de 1980)
  - La última vedette (5 de abril de 1981)
- Cuentopos (1974-1975)
- El pícaro
  - Capítulo 7: De los sucesos que presenció Lucas una agitada noche en casa de un doctor (25 de desembre de 1974)
- Suspiros de España (1974)
- Las doce caras de Eva
  - Géminis (10 de novembre de 1971)
  - Virgo (15 de desembre de 1971)
  - Acuario (1 de gener de 1972)
- Del dicho al hecho
  - No hay mayor dolor que ser pobre después de señor (25 de març de 1971)
- Páginas sueltas
  - A todas o a ninguna (10 de novembre de 1970)
- Hora once
  - Compañerismos (8 de juny de 1969)
  - La Marquesa de O (5 d'abril de 1971)
  - Una estatua en el valle (29 d'abril de 1971)
  - Los desterrados de Poker Flat (26 de febrer de 1972)
  - La escuela de los maridos (26 de febrer de 1973)
- La risa española
  - Es mi hombre (7 de març de 1969)
  - Ciencias exactas (25 d'abril de 1969)
  - Los chorros del oro (30 de maig de 1969)
  - El puesto de antiquités de Baldomero Pagés (27 de juny de 1969)
  - Qué solo me dejas (18 de juliol de 1969)
- Pequeño estudio
  - La herida (10 de gener de 1969)
- Teatro de siempre
  - La verdad sospechosa (6 d'abril de 1967)
  - El abanico de Lady Windermere (2 de novembre de 1967)
  - María Tudor (15 de desembre de 1967)
  - La señorita de Trevélez (17 d'abril de 1969)
  - El enfermo imaginario (15 d'octubre de 1979)
- Dichoso mundo
  - Esto es vida (20 de febrer de 1967)
- Historias de hoy
  - La huida (17 de gener de 1967)
- Telecomedia de humor
  - Doscientas pesetas (18 de desembre de 1966)
  - París... Oh la, la (25 de desembre de 1966)
- Habitación 508
  - El caballo (11 d'octubre de 1966)
  - El muerto (6 de desembre de 1966)
- Los encuentros
  - Primavera en el parque (6 d'agost de 1966)
  - Error judicial (9 de setembre de 1967)
- Estudio 1
  - La boda de la chica (23 de febrer de 1966)
  - Semana de pasión (30 de març de 1966)
  - Cuando las nubes cambian de nariz (26 d'octubre de 1966)
  - La pareja (11 de juny de 1968)
  - Don Juan Tenorio (5 de novembre de 1968)
  - El francés a su alcance (30 d'octubre de 1970)
  - Para ti es el mundo (5 de març de 1971)
  - La enemiga (24 de setembre de 1971)
  - Retablo de las mocedades del Cid (3 de desembre de 1971)
  - Los blancos dientes del perro (25 de febrer de 1972)
  - Las hijas del Cid (11 d'agost de 1972)
  - La muerte de un viajante (10 de novembre de 1972)
  - Los bandidos (15 de marzo de 1974)
  - El okapi (19 de maig de 1975)
  - Anna Christie (15 de març de 1976)
  - Orestes (14 de novembre de 1977)
  - Los comuneros (8 de juny de 1978)
  - Casa de muñecas (3 de gener de 2002)
- Tragedias de la vida vulgar (1964-1965)
- Novela
  - El inspector (29 de juny de 1964)
  - Hania (13 de juny de 1966)
  - Las Indias negras (25 de juliol de 1966)
  - La Marquesa (29 d'agost de 1966)
  - Cincuenta mil pesetas (24 de juliol de 1967)
  - El pobrecito embustero (28 d'agost de 1967)
  - En vano (22 de gener de 1968)
  - Cabeza de estopa (10 de novembre de 1969)
  - La familia Martí (27 d'abril de 1970)
  - Consultorio sentimental (25 de gener de 1971)
  - Persuasión (14 de febrer de 1972)
  - Los Nickleby (10 d'abril de 1972)
  - Las palmeras de cartón (25 d'abril de 1977)
  - La casa de las siete buhardillas (19 de juny de 1978)
- Fernández, punto y coma
  - 15 de març de 1964
- Teatro de familia
  - Mis muchachos (17 de juliol de 1963)
  - Los maletillas (7 d'octubre de 1964)
- Primera fila
  - La pradera de San Isidro (24 de maig de 1963)
  - Malvaloca (21 de juny de 1963)
  - Eloísa está debajo de un almendro (8 d'abril de 1964)
  - Plaza de Oriente (18 de novembre de 1964)
- Mi hijo y yo (1962-1963)

## Premis i candidatures
Premis Goya
| Any  | Categoria                      | Pel·lícula        | Resultat  |
| ---- | ------------------------------ | ----------------- | --------- |
| 2011 | Goya al millor actor secundari | 23-F: la película | Candidat  |
| 2006 | Goya al millor actor           | Vete de mi        | Guanyador |
| 2004 | Goya al millor actor secundari | El séptimo día    | Candidat  |
| 2003 | Goya al millor actor secundari | Torremolinos 73   | Candidat  |
| 2000 | Goya al millor actor secundari | You're the one    | Candidat  |
| 1999 | Goya al millor actor secundari | París-Tombuctú    | Guanyador |
| 1991 | Goya al millor actor secundari | El rey pasmado    | Guanyador |
| 1989 | Goya al millor actor           | La noche oscura   | Candidat  |
| 1986 | Goya al millor actor           | Dragon Rapide     | Candidat  |

Fotogramas de Plata
| Any  | Categoria                 | Obra                                                               | Resultat  |
| ---- | ------------------------- | ------------------------------------------------------------------ | --------- |
| 2009 | Millor actor de televisió | Los hombres de Paco                                                | Guanyador |
| 2006 | Millor actor de cinema    | Vete de mí                                                         | Guanyador |
| 2005 | Millor actor de teatre    | El pianista                                                        | Candidat  |
| 2002 | Millor actor de televisió | Padre Coraje                                                       | Candidat  |
| 1999 | Millor actor de teatre    | El lector por horas                                                | Candidat  |
| 1991 | Millor actor de cinema    | El rey pasmado La noche más larga Martes de Carnaval               | Candidat  |
| 1988 | Millor actor de cinema    | Así como habían sido Jarrapellejos Pasodoble                       | Candidat  |
| 1986 | Millor actor de cinema    | Dragon Rapide El hermano bastardo de Dios El viaje a ninguna parte | Candidat  |

Premis de la Unión de Actores
| Any  | Categoria                                   | Pel·lícula/Sèrie/Obra          | Resultat  |
| ---- | ------------------------------------------- | ------------------------------ | --------- |
| 2010 | Millor actor secundari de cinema            | Lope                           | Candidat  |
| 2006 | Millor actor protagonista de cinema         | Vete de mí                     | Guanyador |
| 2004 | Millor actor secundari de cinema            | El séptimo día                 | Candidat  |
| 2002 | Millor actor protagonista de televisió      | Padre Coraje                   | Guanyador |
| 1992 | Millor interpretació protagonista de teatre | No hay camino al paraíso, nena | Guanyador |

Medalles del Cercle d'Escriptors Cinematogràfics
| Any  | Categoria              | Pel·lícula     | Resultat  |
| ---- | ---------------------- | -------------- | --------- |
| 2008 | Millor actor           | Casual Day     | Guanyador |
| 2006 | Millor actor           | Vete de mí     | Candidat  |
| 2004 | Millor actor secundari | El séptimo día | Guanyador |
| 2000 | Millor actor secundari | Fugitivas      | Candidat  |

Premis Feroz
| Any  | Categoria              | Pel·lícula        | Resultat |
| ---- | ---------------------- | ----------------- | -------- |
| 2017 | Millor actor secundari | No sé decir adiós | Nominat  |

Premis Sant Jordi de Cinema
| Any  | Categoria             | Pel·lícula                                                         | Resultat  |
| ---- | --------------------- | ------------------------------------------------------------------ | --------- |
| 1986 | Millor actor espanyol | Dragon Rapide El hermano bastardo de Dios El viaje a ninguna parte | Candidato |

Premis Turia
| Any  | Categoria    | Pel·lícula                        | Resultat  |
| ---- | ------------ | --------------------------------- | --------- |
| 1999 | Millor actor | París-Tombuctú                    | Guanyador |
| 1991 | Millor actor | El rey pasmado La noche más larga | Guanyador |

Premis ACE (Nova York)
| Any  | Categoria                   | Pel·lícula     | Resultat  |
| ---- | --------------------------- | -------------- | --------- |
| 1991 | Millor actor de repartiment | El rey pasmado | Guanyador |
| 1991 | Millor actor                | Cabeza de Vaca | Guanyador |

Premis Barcelona de Cinema
| Any  | Categoria    | Pel·lícula | Resultat |
| ---- | ------------ | ---------- | -------- |
| 1991 | Millor actor | El triunfo | Candidat |

Premis de l'Acadèmia de la Televisió d'Espanya
| Any  | Categoria                      | Pel·lícula   | Resultat  |
| ---- | ------------------------------ | ------------ | --------- |
| 2001 | Millor interpretació masculina | Padre Coraje | Guanyador |

Premis TP d'Or
| Any  | Categoria                 | Pel·lícula   | Resultat |
| ---- | ------------------------- | ------------ | -------- |
| 2002 | Millor actor de televisió | Padre Coraje | Candidat |

Premis Max
| Any  | Categoria                 | Obra                | Resultat  |
| ---- | ------------------------- | ------------------- | --------- |
| 2000 | Millor actor protagonista | El lector por horas | Guanyador |

Festival Internacional de Cinema de Sant Sebastià
| Any  | Categoria                          | Pel·lícula | Resultat  |
| ---- | ---------------------------------- | ---------- | --------- |
| 2006 | Conquilla de Plata al millor actor | Vete de mí | Guanyador |

Festival de Màlaga
| Any  | Categoria                                      | Pel·lícula           | Resultat  |
| ---- | ---------------------------------------------- | -------------------- | --------- |
| 2017 | Biznaga de Plata al Meillor actor de secundari | No sé decir adiós    | Guanyador |
| 2014 | Biznaga de Plata al Millor actor               | Anochece en la India | Guanyador |
| 2009 | Premio Málaga                                  | Premio Málaga        | Guanyador |
| 2006 | Biznaga de Plata al Millor actor               | El triunfo Remake    | Ganador   |
| 2002 | Biznaga de Plata al Millor actor               | Smoking Room         | Guanyador |

Festival Internacional de Cinema de Viña del Mar
| Any  | Categoria                               | Pel·lícula | Resultat  |
| ---- | --------------------------------------- | ---------- | --------- |
| 2007 | Premi PAOA al Millor actor protagonista | Vete de mí | Guanyador |

Altres premis
- 2009 - Premi Hombres GQ, al Millor actor per Los hombres de Paco.
- 2008 - Premi del Festival Iberoamericà de Cinema de Ceará, al Millor actor per Vete de mí.
- 2007 - Premi Sol del Festivalissimo de Montreal, al Millor actor per Vete de mí.
- 2002 - Premi de la Radio Televisión Andaluza, al Millor actor per Padre Coraje.
- 2000 - Premi de la Radio Televisión Andaluza, al Millor actor per Fugitivas.

Premis per tota una trajectòria
- 2017 - Premi Ercilla[12]
- 2015 - Medalla d'Or de l'Acadèmia de les Arts i les Ciències Cinematogràfiques d'Espanya.[13]
- 2011 - Premi "Rabaliano del Año".
- 2010 - Premi "Palmera de Plata" del Festival Internacional de Cinema Independent d'Elx.
- 2006 - Premi d'Honor del II Festival de Curtmetratges Juan Antonio Bardem.
- 2006 - Premi RTVA a la Creació Andalusa.
- 2006 - Medalla d'Or al Mèrit en les Belles Arts.
- 2004 - Medalla de la Província de Sevilla.
- 2003 - Medalla d'Andalusia.
- 1993 - Premi de Cinematografia de la Junta d'Andalusia "José Valdelomar".
- A Bormujos hi ha un carrer amb el seu nom.